# أورورا (سفينة روسية)
أورورا (بالروسية: Авро́ра, tr. Avrora, IPA: [ɐˈvrorə]) هي طراد روسي محفوظة في متحف حاليا كسفينة متحف في سانت بطرسبرغ. كانت أورورا واحدة من ثلاث طرادات من فئة بالادا، بنيت في سانت بطرسبرغ للخدمة في المحيط الهادئ. خدمت جميع السفن الثلاث من هذه الفئة خلال الحرب الروسية اليابانية. نجت اورورا من معركة تسوشيما وتم احتجازها تحت حماية الولايات المتحدة في الفلبين، وعادت في النهاية إلى أسطول البلطيق.
وقعت واحدة من أول الحوادث خلال ثورة أكتوبر في روسيا على سفينة اورورا الذي يقال إنه أطلق الطلقة الأولى. مما يشير إلى بداية الهجوم على قصر الشتاء.

## الحرب الروسية اليابانية

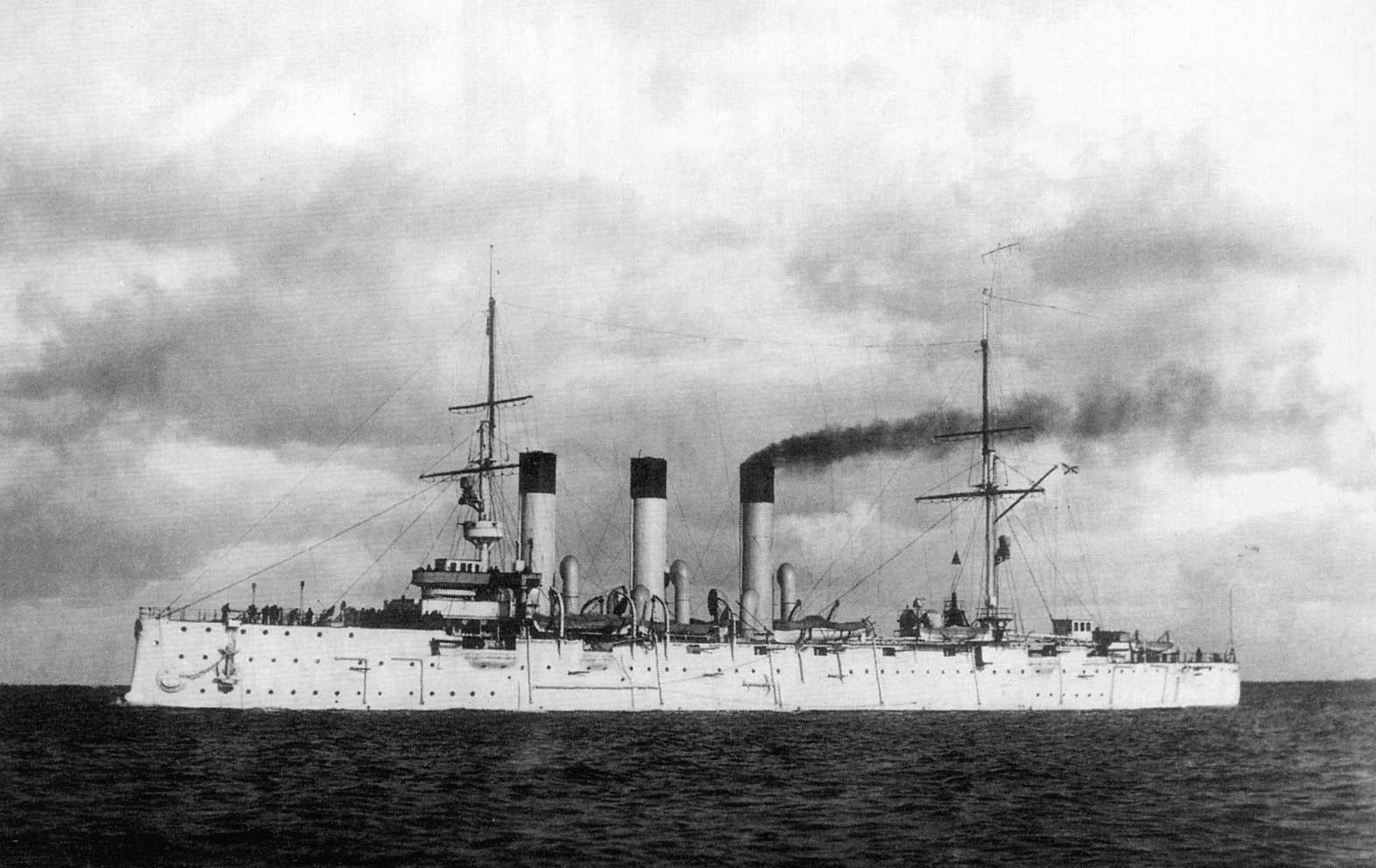
أورورا في عام 1903

في 10اكتوبر من عام 1903، غادرت اورورا كرونشتاد كجزء من "التعزيزات "للأدميرال فيرينيوس إلى ميناء آرثر.
اثناء تواجدها في البحر الأحمر وفي طريقها إلى ميناء آرثر تم استدعاء التعزيزات إلى بحر باتليك بسبب احتجاج الأدميرال ماكروف، الذي طلب من الأدميرال فيرينيوس مواصلة مهمته إلى ميناء آرثر. سمح فقط للمدمرات (7) من التعزيزات للاستمرار إلى الشرق الأقصى.
بعد انسحابها عن التعزيزات ووصولها إلى ميناء الوطن، خضعت السفينة إلى إعادة تجديد. بعد التجديد أمرت اورورا إلى العودة ميناء آرثر كجزء من الاسطول الروسي. أبحرت السفينة كجزء من التعزيزات للأدميرال اوسكار انكسفيت والذي سيكون قائده هو الطراد المحمي أوليغ
وهو من الاسطول التابع للأدميرال زينوفي روزيستفينسكي. في طريقها إلى الشرق الأقصى، تلقت اورورا خمس ضربات واصيبت بنيران صديقة مشوشة تركت اضرار طفيفة، والتي تسببت بمقتل بحار والقسيس الخاص بالسفينة خلال حادثة Dogger bank.
في يوم 27 و 28 مايو من عام 1905 شاركت اورورا في معركة تسوشيما، بجانب السرب الروسي. خلال المعركة قبطان السفينة من الرتبة الأولى، الكابتن يوجين يغوريف، و 14 شخص من الطاقم لقوا حتفهم.

## تمرد ثورة أكتوبر

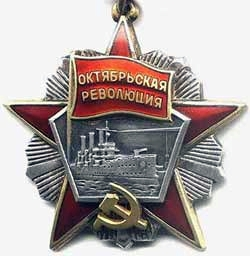
تم تصوير أورورا على وسام ثورة أكتوبر

خلال الحرب العالمية الأولى ، عملت أورورا في بحر البلطيق تقوم بدوربات ومهام قصف الشاطئ. في عام 1915، تم تغييرسلاحها إلى أربعة عشر بندقية معيار 152 ملم (6بوصات). في نهاية عام 1916، تم نقلها إلى بتروغراد (التي أعيدت تسميتها إلى سانت بطرسبرغ) لإجراء إصلاح كبير. كانت المدينة مليئة بالثورة وانضم جزء من طاقمها إلى ثورة فبراير عام 1917.
قُتل قائد السفينة، الكابتن ميخائيل نيكولسكي، عندما حاول قمع التمرد. تم إنشاء لجنة ثورية على متن السفينة، وتم انتخاب الكسندر بيليشيف قبطان.

## الحرب العالمية الثانية

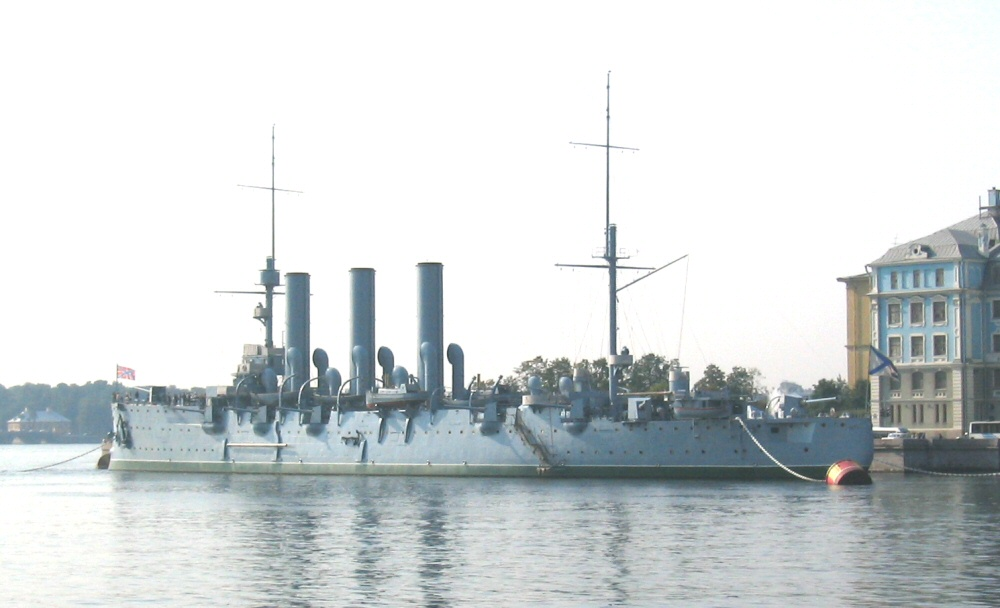
أورورا في عام 2004.

في عام 1922، عادت اورورا للخدمة كسفينة تدريب. وتم تعيين السفينة في اسطول الباتليك، وزارت دول بحر البلطيق مرارًا وتكرارًا، بما في ذلك النرويج في الاعوام 1924، 1925، 1928 و1930. ألمانيا في عام 1929 والسويد في عام 1925 و1928. وفي يوم 2 نوفمبر من عام 1927، حققت اورورا وسام الراية الحمراء لمزاياها الثورية.
خلال الحرب العالمية الثانية، تم أخذ البنادق من السفينة واستخدامها في الدفاع البري في لينينغراد. ورست السفينة في ميناء اورانبيام،  وتعرضت للقصف بشكل متكرر. في 30 سبتمبر 1941 أصيبت بأضرار وغرقت في الميناء.

## وحتى الوقت الحاضر

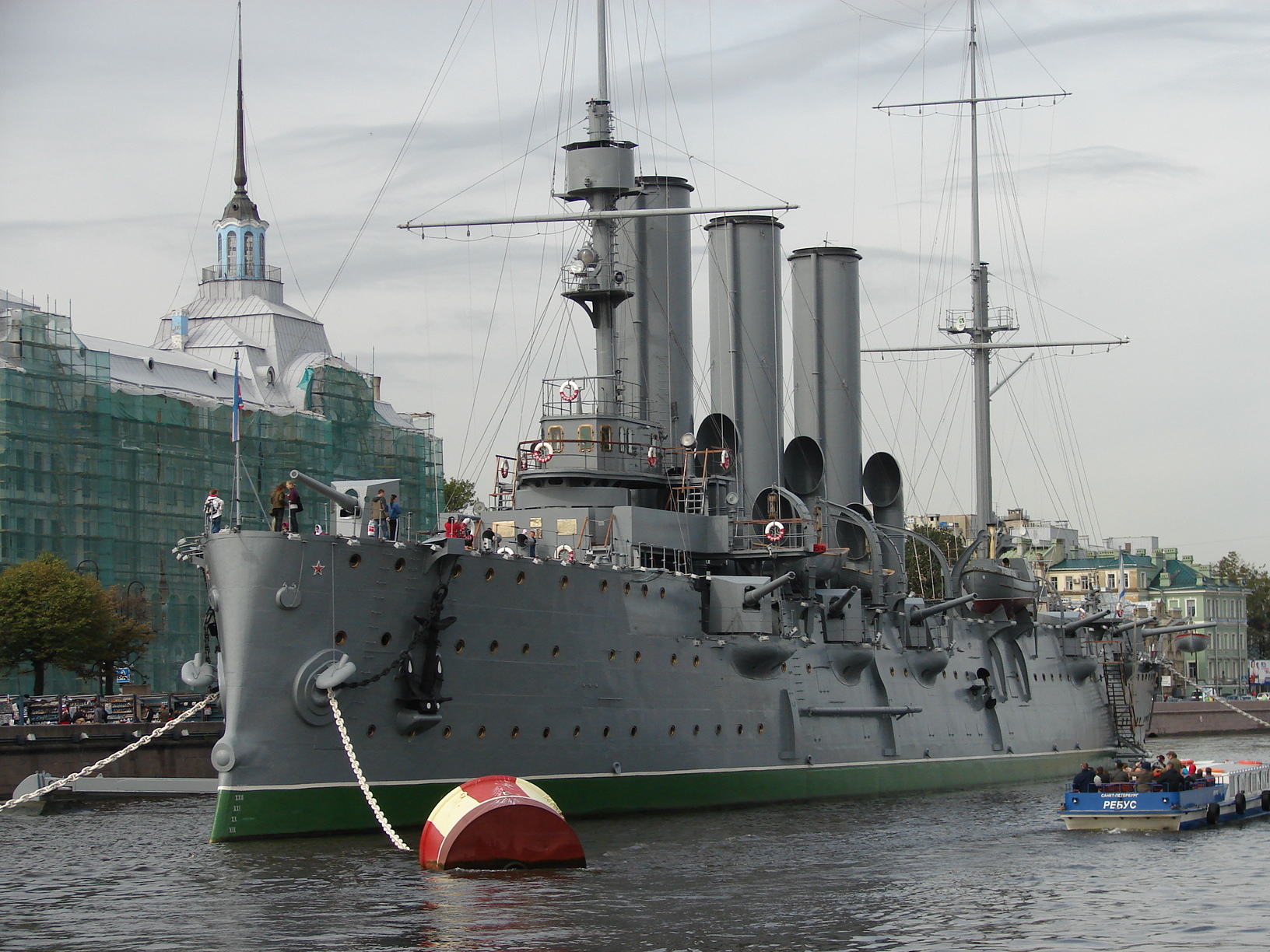
منظر جانبي للميناء للطراد عام 2008

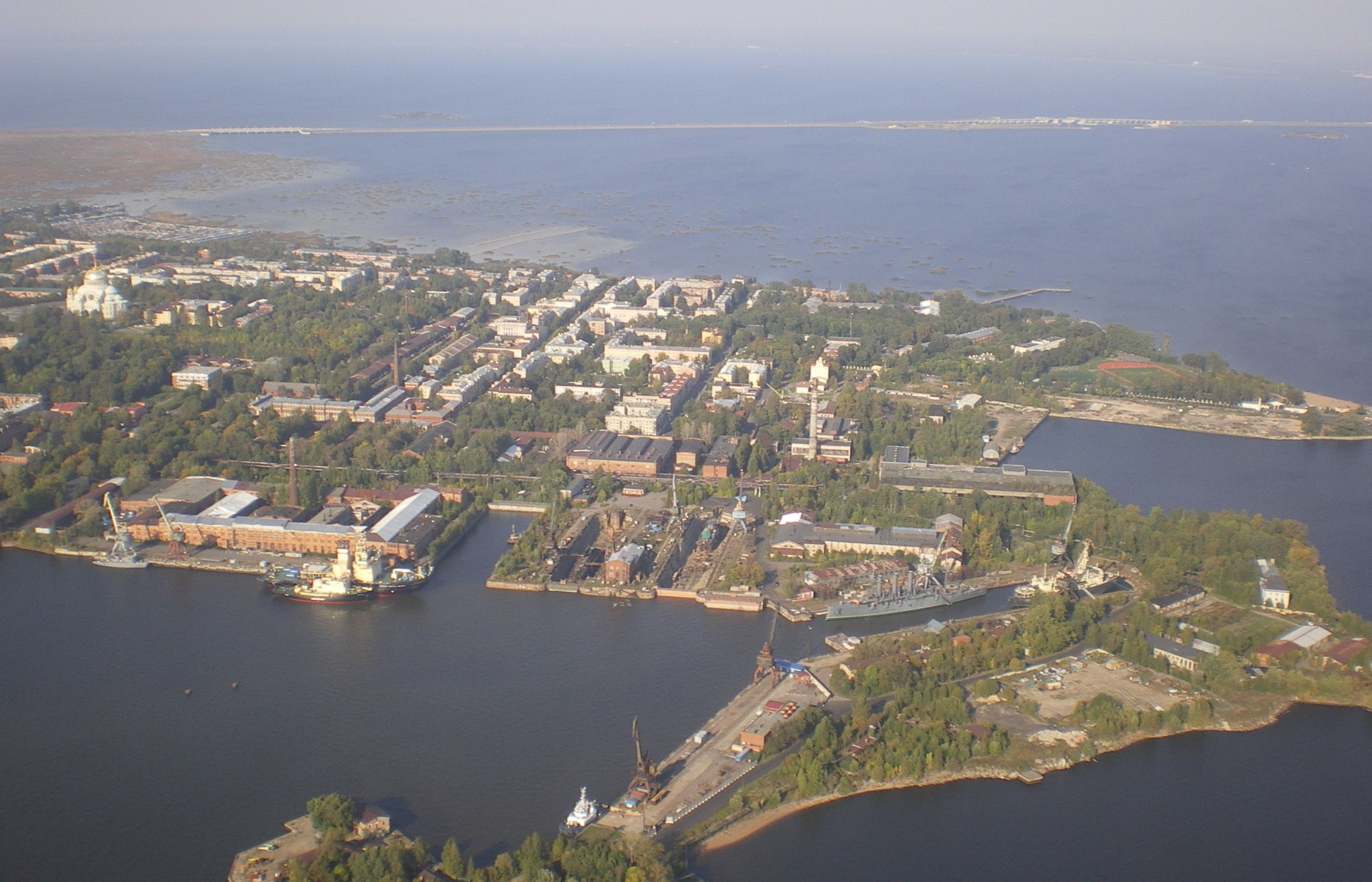
أورورا في كرونستادت

الشفق القطبي (الحقبة السوفيتية)

بعد أن خدمت لفترة طويلة كسفينة متحف، من عام 1984 إلى عام 1987، تم وضع السفينة مرة أخرى في ساحة بناء خاصة بها، حوض بناء السفن الإميرالية، من أجل استعادة رأس المال. أثناء الترميم الشامل، وبسبب التدهور، تم استبدال هيكل السفينة أسفل خط الماء بهيكل ملحوم جديد وفقًا للرسومات الأصلية. تم سحب الجزء السفلي من الهيكل المقطوع إلى خليج فنلندا، إلى القاعدة غير المكتملة في روتشي، وغرقت بالقرب من الشاطئ. كشفت عملية الترميم أن بعض أجزاء السفينة، بما في ذلك الواح الدروع التي صنعت في بريطانيا.
في يناير 2013، أعلن وزير الدفاع الروسي سيرجي شويغو عن خطط لإعادة تشغيل اورورا وجعلها رائدة فيالبحرية الروسية نظرًا لأهميتها التاريخية والثقافية. في 21 سبتمبر من عام 2014 تم سحب السفينة إلى حوض بناء سفن تابع للأدميرال في كرونشتادت ليتم إصلاحها لتعود في عام 2016. وفي 16 يوليو عام 2016 عادت إلى ميناء سانت بطرسبرغ حيث منزلها

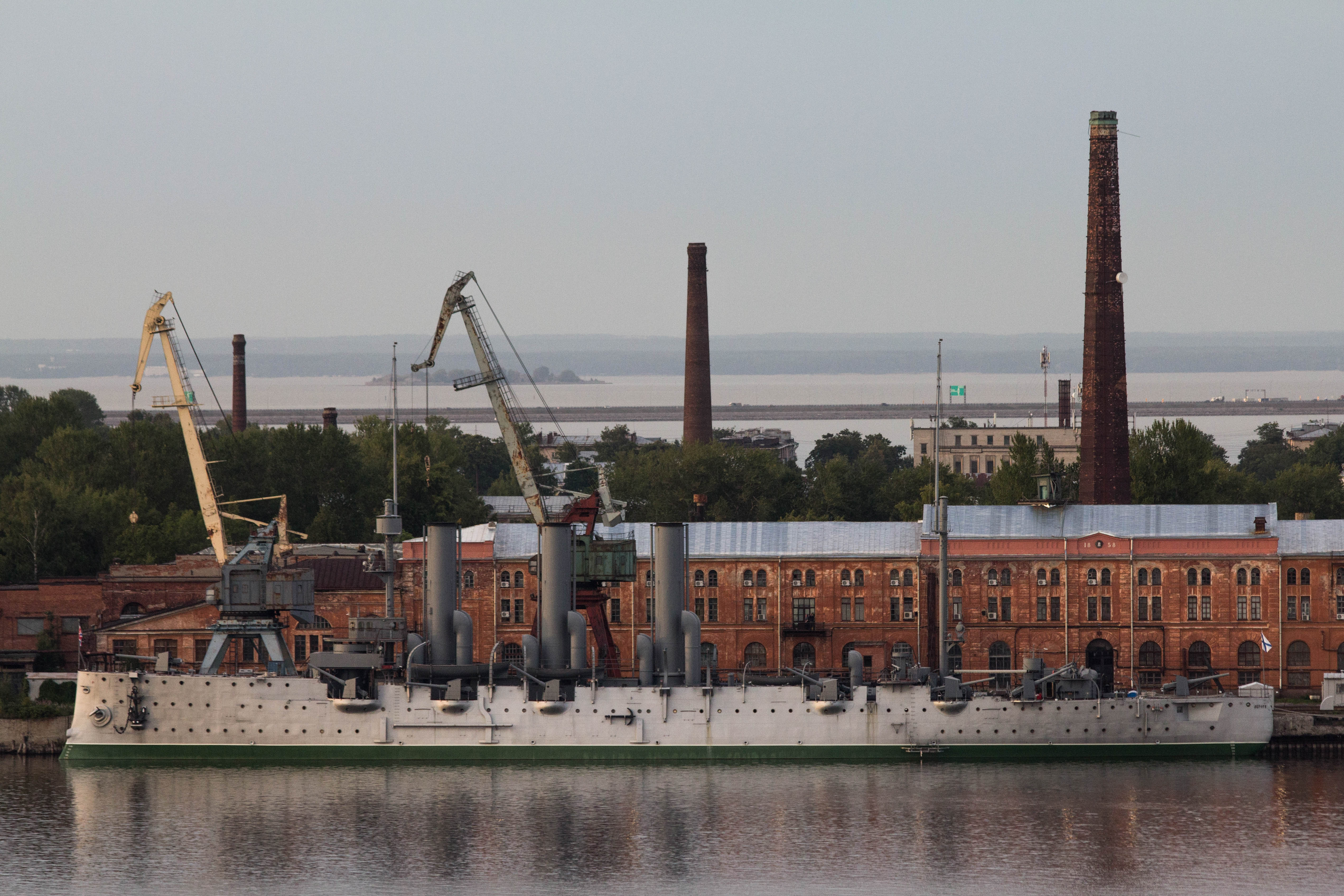
Aurora in Kronstadt في سبتمبر 2015

## انظر أيضًا

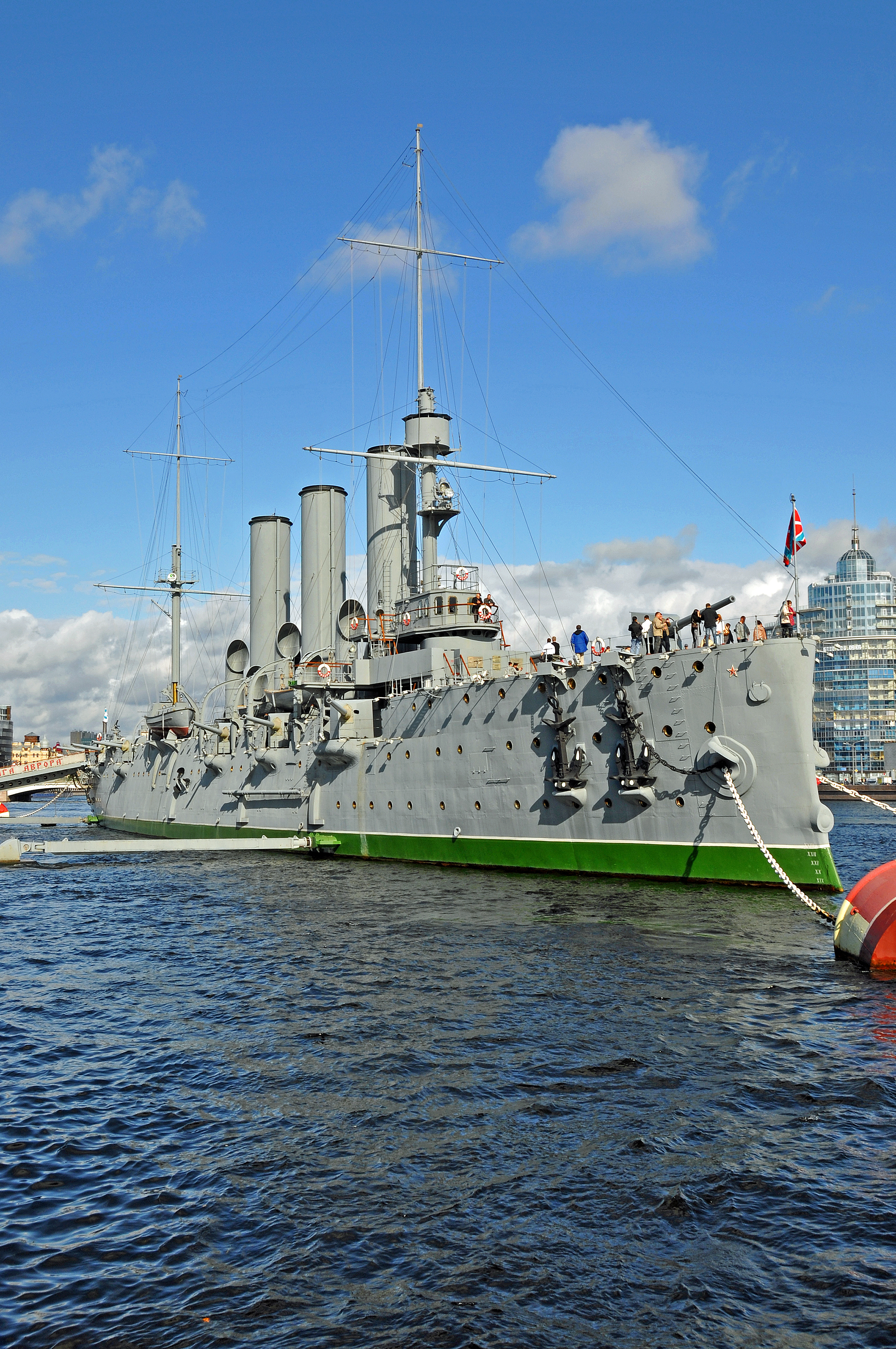
الشفق القطبي يرسو على الشاطئ في سانت بطرسبرغ